# آر.دی. بلکمور
آر. دی. بلکمور (انگلیسی: R. D. Blackmore؛ ۷ ژوئن ۱۸۲۵ – ۲۰ ژانویهٔ ۱۹۰۰) نویسنده، رمان‌نویس، شاعر و باغبان اهل بریتانیا بود.
وی یکی از مشهورترین رمان‌نویسان نیمهٔ دوم قرن نوزدهم میلادی بود که شخصیت‌بخشی و توصیف روشنی از روستائیان و محیط زیستی روستایی ارائه کرد و آثارش همچون توماس هاردی، طعم و بویی محلی داشت. او یکی از پیشگامان جنبشی ادبی بود که توسط رابرت لویی استیونسن و دیگران ادامه یافت.
شخصیت وی را «مغرور، خجالتی، کم‌حرف، بااراده، خوش‌خلق و خودمحور» توصیف نموده‌اند. به غیر از رمان لورنا دون که به موفقیت و شهرت خوبی دست یافت، بقیه آثار وی دیگر تجدید چاپ نشدند.
تله‌فیلم لورنا دون با اقتباس از رمان وی ساخته شده است.